# سکس دو کوئر
سکس دو کوئر (به لاتین: Sex du Coeur) یک کوه در سوئیس است که در کانتون وله واقع شده‌است. سکس دو کوئر ۲٬۰۱۹ متر بالاتر از سطح دریا واقع شده‌است.